# Weingut Egon Müller Scharzhofberg
La Weingut Egon Müller Scharzhofberg est un établissement viticole qui a son siège à Wiltingen, dans le district de Trèves-Sarrebourg. Cette société familiale possède le vignoble de Scharzhofberg, l'un des plus renommés d'Allemagne. Créé en l'an 700, il fut la manse du monastère Saint-Marien ad Martyres de Trèves. Si grande est sa renommée qu'il est l'un des seuls dont les vins sont vendus sans indication du lieu d'origine.

## Historique
Le Scharzhofberg fut acheté par Jean-Jacques Koch qui créa le domaine en 1797.
Sous impulsion Napoléonienne, la nationalité des biens du clergé  se généralise dans les régions conquises : c'est le cas dans la Moselle et la Sarre, aujourd'hui Land de Rhénanie-Palatinat, en Allemagne. 
Ainsi, lors de la mise en vente des biens du clergé par les troupes de la Révolution française qui occupaient la rive gauche du Rhin, il rachète un bien national, la colline de Scharzberg. Il s'agit d'une vingtaine d'hectares propices à la vigne, orientée plein sud et s'étendant sur une altitude de 190 à 310 mètres. Elle est de plus, à l'époque, isolée de toute voie de communication importante.
Le domaine arriva aux mains de la famille Müller par le biais d'un mariage avec la fille aînée de Koch, celle-ci enfanta un Egon, premier du nom. Le couple eut aussi d'autres enfants, qui se partagèrent les 20 hectares du vignoble. Ainsi, le domaine d'origine ne couvre-t-il plus aujourd'hui que 8,5 hectares.
La partie historique est composée de schistes désagrégés en profondeur, où la roche mère n'apparaît nulle part. Ces sols ont la particularités de constituer une réserve hydrique importante, capable d'alimenter la vigne même pendant les périodes de longue sécheresse.
Egon III Müller, père de l'actuel propriétaire Egon IV, a étendu le vignoble en 1954 par l'achat de la moitié du domaine viticole Le Gallais dont le vignoble de 2,5 hectares est aussi situé sur la commune de Wiltingen. Il appartenait à la famille Metz (dont les descendants sont toujours propriétaires pour moitié du vignoble), membre fondateur de l'Arbed en Luxembourg. Egon Müller Scharzhofberg est une des familles membres des Primum Familiæ Vini.
Par tradition, le fil ainé de la famille se nomme Egon Müller. 
Aujourd'hui, c'est Egon IV qui dirige ce domaine, son fil Egon V est né en 2000.

## Film
- Mythos Scharzhofberg  – Der teuerste Weißweinberg der Welt. Dokumentarfilm, Deutschland, 2017, 29 min 37 s, Buch und Regie: Paul Weber, Produktion: SWR, Reihe: made in Südwest, Erstsendung: 22. November 2017 bei SWR Fernsehen, Inhaltsangabe von ARD, online-Video, aufrufbar bis zum 17. Oktober 2019.